# Adoniran Barbosa
Adoniran Barbosa, geboren als João Rubinato (Valinhos, 6 augustus 1910 – São Paulo, 23 november 1982) was een Braziliaans componist en zanger.
Barbosa was de zoon van Italiaanse immigranten uit Cavarzere in de provincie Venetië.
In het begin met zijn radiocarrière was Adoniran Barbosa een van zijn personages. Dit werd zo populair dat het een pseudoniem werd voor Rubinato. Hij debuteerde als zanger in 1949, waarmee hij een succesvolle carrière in het samba-genre lanceerde. In de jaren vijftig acteerde hij in drie films.
Adoniran Barbosa wordt in Brazilië erkend als de vader van de samba paulista. Tot zijn bekendste composities behoren Samba do Arnesto, Trem das Onze en Tiro ao Álvaro (geschreven samen met Osvaldo Moles); deze zijn vaak gezongen door Elis Regina.
Hij stierf in 1982 aan emfyseem. Op 5 juni 2010 werd een brug over de rivier de Adige naar hem vernoemd in de plaats Bellina-Marice, nabij de plaats waar zijn ouders vandaan kwamen.

## Discografie
- 1951 - Malvina
- 1951 - Saudosa maloca
- 1952 - Joga a chave
- 1953 - Samba do Arnesto
- 1955 - As mariposas
- 1956 - Iracema
- 1956 - Apaga o fogo Mané
- 1958 - Bom-dia tristeza
- 1959 - Abrigo de vagabundo
- 1959 - No morro da Casa Verde
- 1960 - Prova de carinho
- 1960 - Tiro ao Álvaro
- 1964 - Luz da light
- 1964 - Trem das Onze
- 1964 - Trem das Onze com Demônios da Garoa
- 1965 - Agüenta a mão
- 1965 - Samba italiano
- 1965 - Tocar na banda
- 1965 - Pafunça
- 1967 - O casamento do Moacir
- 1968 - Mulher, patrão e cachaça
- 1968 - Vila Esperança
- 1969 - Despejo na favela
- 1972 - Acende o candeeiro
- 1975 - Fica mais um pouco, amor